# Zygothrica vittatifrons
Zygothrica vittatifrons är en tvåvingeart som först beskrevs av Samuel Wendell Williston  1896.  Zygothrica vittatifrons ingår i släktet Zygothrica och familjen daggflugor. Inga underarter finns listade i Catalogue of Life.